# Mercurol-Veaunes
Mercurol-Veaunes is een gemeente in het Franse departement Drôme (regio Auvergne-Rhône-Alpes). De plaats maakt deel uit van het arrondissement Valence. Mercurol-Veaunes is op 1 januari 2016 ontstaan door de fusie van de gemeenten Mercurol en Veaunes. Mercurol-Veaunes telde op 1 januari 2022 2.828 inwoners. 

## Geografie
De oppervlakte van Mercurol-Veaunes bedraagt 25,01±0 vierkante kilometer; de bevolkingsdichtheid is 104 inwoners per km² (per 1 januari 2019).

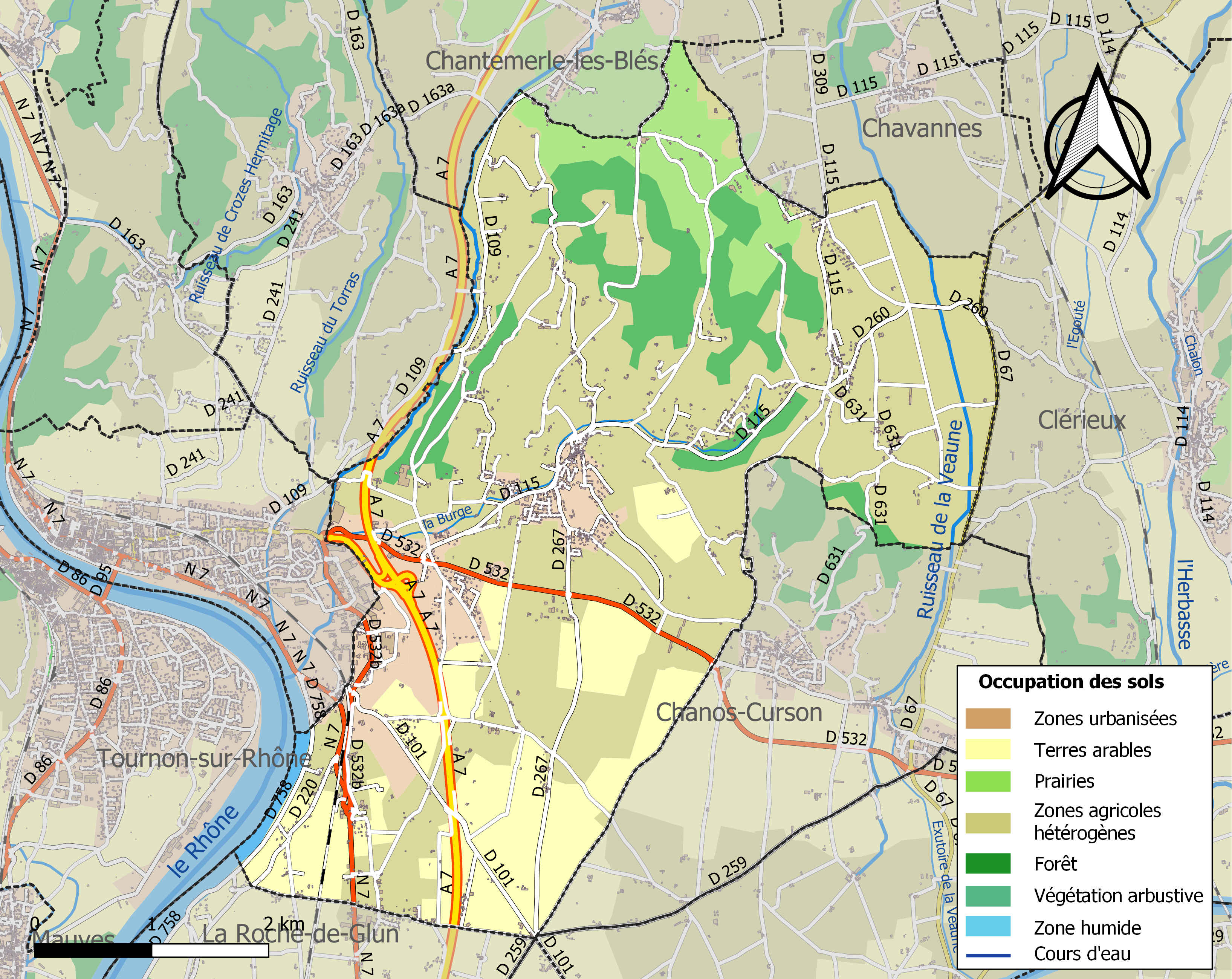
Kaart van de gemeente met belangrijkste infrastructuur, bodemgebruik en omliggende gemeenten